# Médaille du jubilé de diamant d'Élisabeth II
Pour les articles homonymes, voir Médaille du jubilé.
La médaille du jubilé de diamant d'Élisabeth II est une médaille commémorative frappée en 2012 dans les royaumes du Commonwealth pour fêter le jubilé de diamant d'Élisabeth II, célébrant le 60e anniversaire de l’accession au trône de la reine Élisabeth II.
Il existe trois versions de la médaille : l'une délivrée par le Royaume-Uni, une autre par le Canada, et la troisième pour les royaumes caribéens d'Antigua-et-Barbuda, des Bahamas, de la Barbade, de la Grenade, de la Jamaïque, de Saint-Christophe-et-Niévès, de Sainte-Lucie et de Saint-Vincent-et-les-Grenadines. Le ruban utilisé dans les versions canadiennes et britanniques sont les mêmes, tandis que le ruban de la médaille des Caraïbes diffère légèrement.

## Récipiendaires
- Sarah Anala
- Charles Aznavour
- Serge Brunoni
- Salma Lakhani
- Julie Payette
- Jonathan Vance
- Katarina Roxon
- Réal Couture
- Marc Ouellet
- Selma Huxley
- Justin Bieber